# KFUMs Boldklub
KFUMs Boldklub er en dansk fodboldklub, der hører hjemme i Emdrup i den Københavnske bydel Bispebjerg. Klubben er en selvstænding idrætsafdeling under KFUM Centralforeningen.
Klubben blev stiftet den 4. juni 1899 på Københavns Fælled under navnet Kristelig Idrætsforening. Senere blev klubbens navn ændret til det nuværende. Indtil 1921 holdt klubben til på Københavns Fælled, hvorefter den flyttede til den nuværende placering i Emdrupparkens Idrætsanlæg. I 1943 opførtes klubhuset, tegnet af arkitekt Arne Jacobsen, og i starten af 1980'erne tilføjedes Emdruphallen.
KFUMs Boldklub havde oprindeligt kun fodbold på programmet, men senere kom andre idrætsgrene til: håndbold (i 1921), badminton og bordtennis. Men de "nye" idrætsgrene blev udskilt i selvstændige foreninger den 1. januar 2001, og tilbage blev altså kun fodboldaktiviteterne.
Fodboldholdet var i første halvdel af 1900-tallet blandt landets næstbedste, og højdepunktet kom i 1957, da klubben sikrede sig oprykning til 1. division (dengang landets højest rangerende række). Opholdet i 1. division blev dog kort – KFUMs Boldklub rykkede ned igen efter kun én sæson i landets bedste række. Tre år senere (i 1961) rykkede holdet ned i 3. division. Og efter yderlige to sæsoner måtte holdet helt forlade divisionerne, og siden da er det kun blevet til yderligere én sæson i 3. division (1975).
Klubben har gennem tiderne fostret tre landsholdsspillere i fodbold. I 1920'erne kunne Einard Larsen trække landsholdsdragten over hovedet i 13 kampe. I slutningen af 1940'erne blev det til en enkelt landskamp for forsvarsspilleren Axel W. Petersen, og i midten af 1960'erne fik angriberen Egon Hansen tre landskampe.